# Sahurs
Sahurs és un municipi francès situat al departament del Sena Marítim i a la regió de Normandia. L'any 2007 tenia 1.320 habitants.

## Demografia

### Població
El 2007 la població de fet de Sahurs era de 1.320 persones. Hi havia 460 famílies de les quals 85 eren unipersonals (16 homes vivint sols i 69 dones vivint soles), 141 parelles sense fills, 222 parelles amb fills i 12 famílies monoparentals amb fills.
La població ha evolucionat segons el següent gràfic:
Habitants censats

### Habitatges
El 2007 hi havia 499 habitatges, 474 eren l'habitatge principal de la família, 12 eren segones residències i 13 estaven desocupats. 493 eren cases i 3 eren apartaments. Dels 474 habitatges principals, 406 estaven ocupats pels seus propietaris, 58 estaven llogats i ocupats pels llogaters i 9 estaven cedits a títol gratuït; 1 tenia una cambra, 13 en tenien dues, 48 en tenien tres, 111 en tenien quatre i 300 en tenien cinc o més. 392 habitatges disposaven pel capbaix d'una plaça de pàrquing. A 177 habitatges hi havia un automòbil i a 270 n'hi havia dos o més.

### Piràmide de població
La piràmide de població per edats i sexe el 2009 era:
| Homes | Edats   | Dones |
| ----- | ------- | ----- |
| 0     | 95 o +  | 0     |
| 0     | 90 a 94 | 0     |
| 4     | 85 a 89 | 4     |
| 4     | 80 a 84 | 4     |
| 8     | 75 a 79 | 16    |
| 40    | 70 a 74 | 48    |
| 20    | 65 a 69 | 16    |
| 20    | 60 a 64 | 16    |
| 28    | 55 a 59 | 12    |
| 48    | 50 a 54 | 32    |
| 24    | 45 a 49 | 32    |
| 56    | 40 a 44 | 44    |
| 52    | 35 a 39 | 60    |
| 28    | 30 a 34 | 56    |
| 36    | 25 a 29 | 24    |
| 12    | 20 a 24 | 32    |
| 48    | 15 a 19 | 32    |
| 28    | 10 a 14 | 40    |
| 48    | 5 a 9   | 36    |
| 40    | 0 a 4   | 48    |

## Economia
El 2007 la població en edat de treballar era de 817 persones, 627 eren actives i 190 eren inactives. De les 627 persones actives 593 estaven ocupades (310 homes i 283 dones) i 33 estaven aturades (13 homes i 20 dones). De les 190 persones inactives 62 estaven jubilades, 78 estaven estudiant i 50 estaven classificades com a «altres inactius».

### Ingressos
El 2009 a Sahurs hi havia 468 unitats fiscals que integraven 1.291,5 persones, la mediana anual d'ingressos fiscals per persona era de 21.227 €.

### Activitats econòmiques
Dels 37 establiments que hi havia el 2007, 1 era d'una empresa extractiva, 2 d'empreses alimentàries, 4 d'empreses de fabricació d'altres productes industrials, 4 d'empreses de construcció, 7 d'empreses de comerç i reparació d'automòbils, 3 d'empreses de transport, 1 d'una empresa d'hostatgeria i restauració, 1 d'una empresa immobiliària, 7 d'empreses de serveis, 6 d'entitats de l'administració pública i 1 d'una empresa classificada com a «altres activitats de serveis».
Dels 9 establiments de servei als particulars que hi havia el 2009, 1 era una oficina de correu, 1 taller de reparació d'automòbils i de material agrícola, 1 guixaire pintor, 1 fusteria, 1 empresa de construcció, 1 perruqueria, 1 restaurant, 1 agència immobiliària i 1 saló de bellesa.
Dels 4 establiments comercials que hi havia el 2009, 1 era una botiga de més de 120 m², 2 fleques i 1 una joieria.
L'any 2000 a Sahurs hi havia 7 explotacions agrícoles que ocupaven un total de 468 hectàrees.

## Equipaments sanitaris i escolars
El 2009 hi havia una escola elemental.

## Poblacions més properes
El següent diagrama mostra les poblacions més properes.